# 부채살

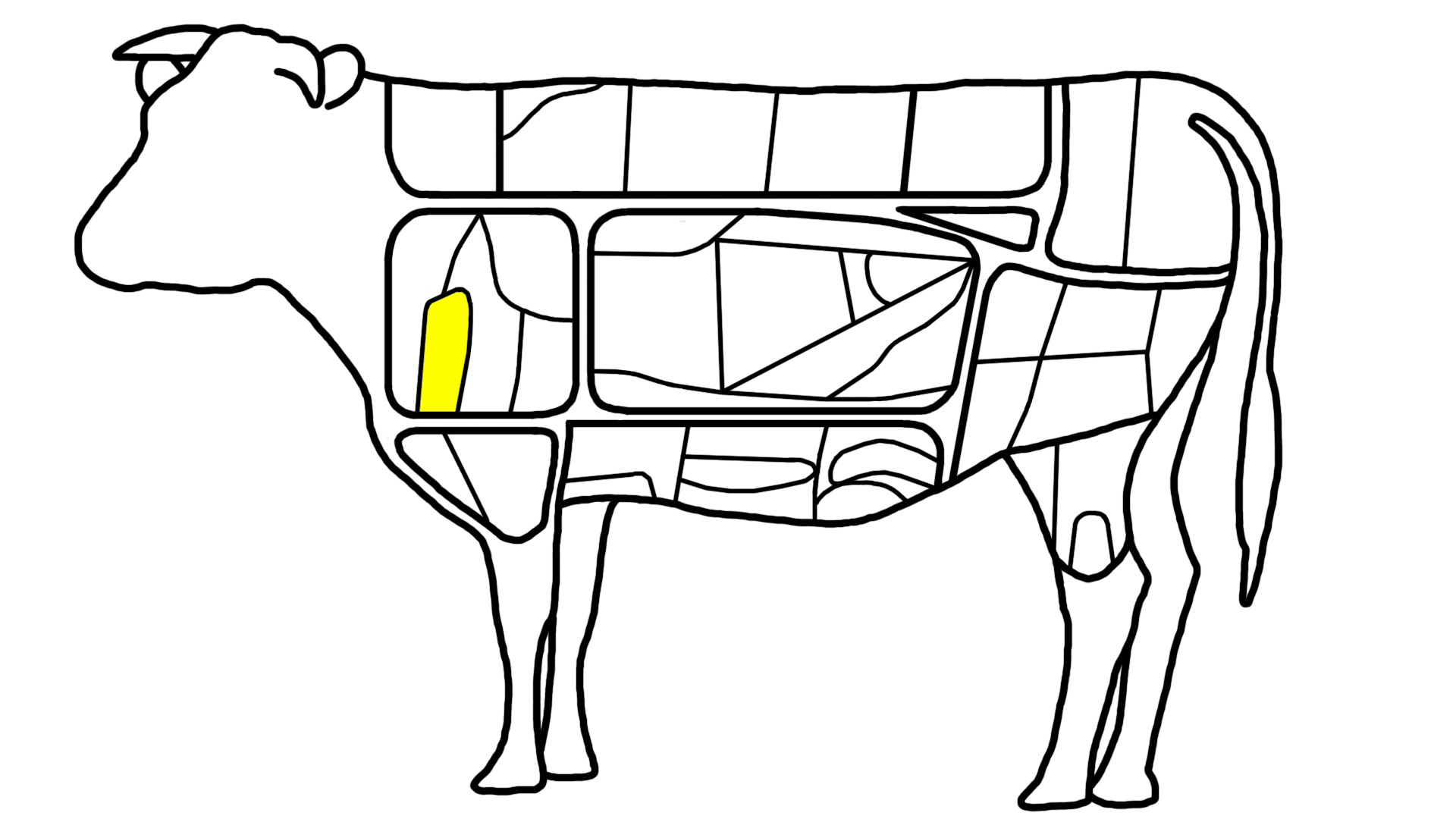
부채살

부채살은 견갑골 바깥쪽 견갑 가시돌기 상단부에 있는 가시위근으로 부채살에서 평행되게 절단 정형한 고기이다.

## 참고 자료
- 《축산용어사전》. 농림부, 한국축산학회. 1998년 12월. |공저자=는 |저자=를 필요로 함 (도움말)